# Bolxaia Lopatina
Bolxaia Lopatina - Большая Лопатина (rus) - és un khútor del krai de Krasnodar, a Rússia. És a 8 km al nord de Kusxóvskaia i a 184 km al nord de Krasnodar. Pertany a l'stanitsa de Kusxóvskaia.